# Алексо Лепишков
Алексо (Алекси) Нацев Лепишков е български революционер, деец на Вътрешната македоно-одринска революционна организация.

## Биография
Алексо Лепишков е роден в леринското село Любетино, тогава в Османската империя, днес в Гърция. Присъединява се към ВМОРО и действа като терорист. По време на Илинденското въстание е войвода на селската чета. Убит е в сражение с потеря при Айтос през 1905 година.